# میسیون اسپادا

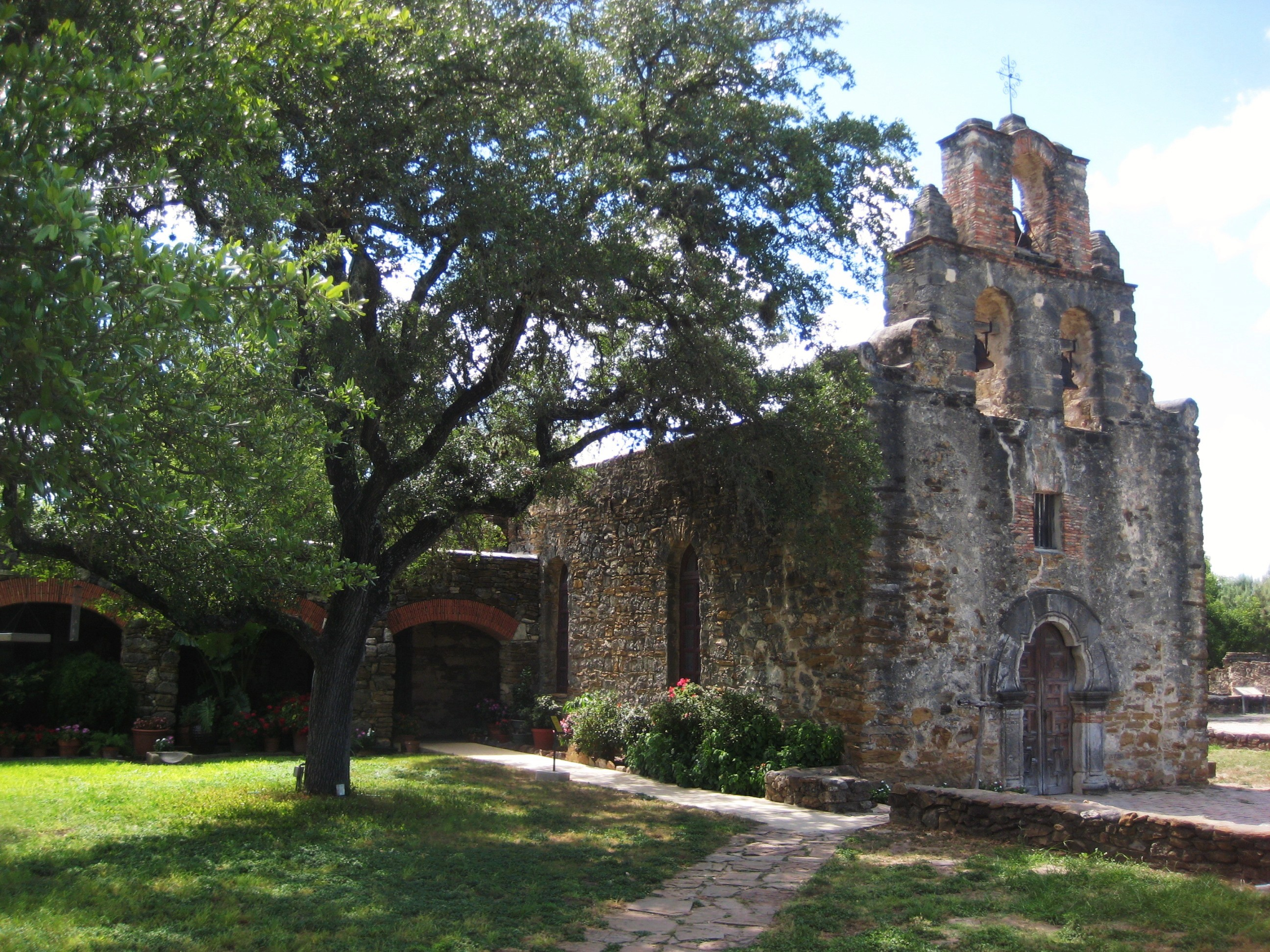

میسیون سانفرانسیسکو د لا اسپادا (به اسپانیایی: Mission San Francisco de la Espada) معروف به میسیون اسپادا، نام کلیسایی قدیمی در شهر سن آنتونیو در تگزاس است.
این کلیسای کاتولیک نخست در سال ۱۶۹۰ ساخته، و در ۱۷۳۱ بنا گردید، و امروزه یک میراث ملی فرهنگی و تاریخی آمریکا است.
این بنا متعلق به پارک تاریخی ملی میسیون‌های سن آنتونیو است.

## نگارخانه

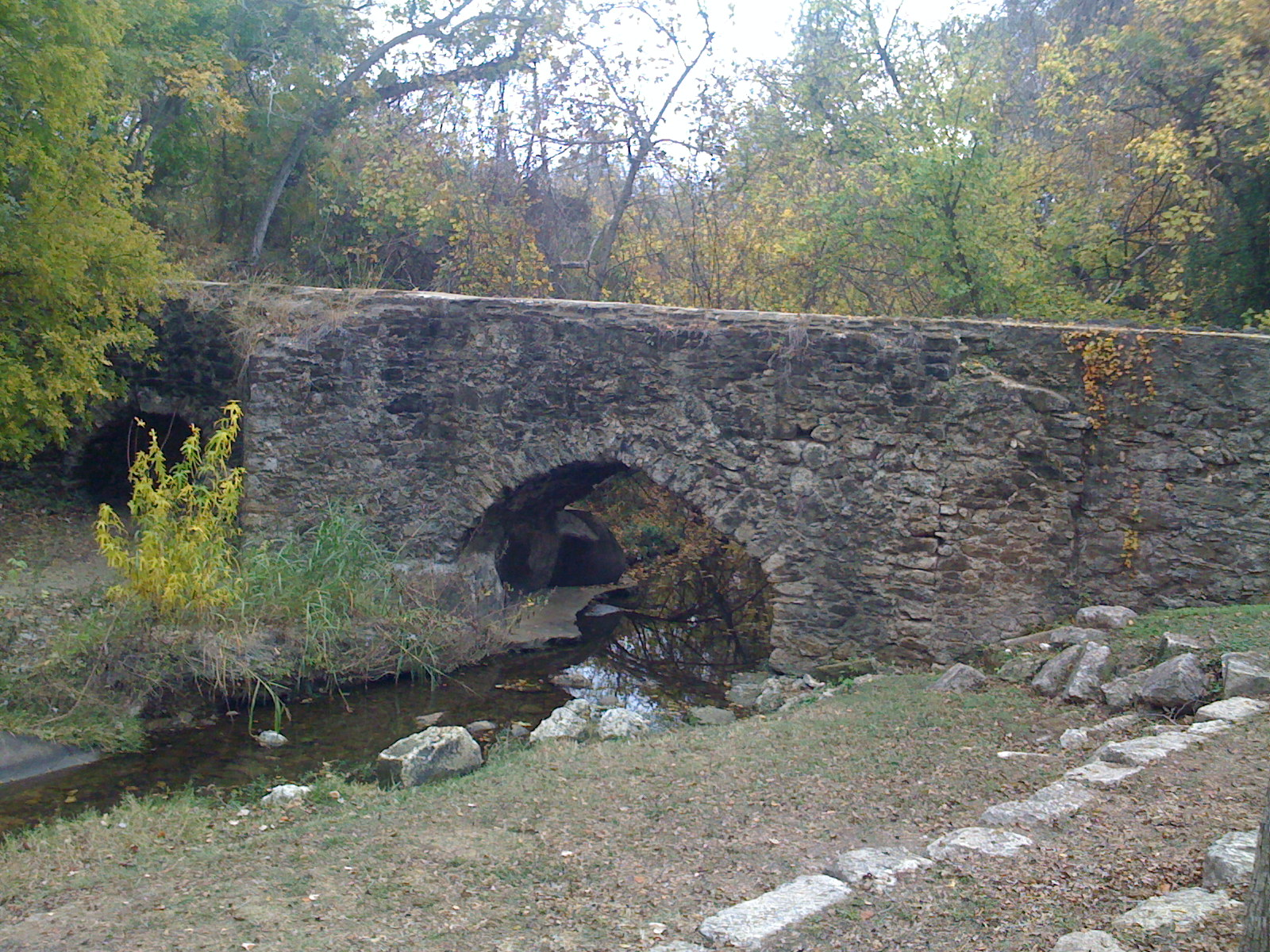
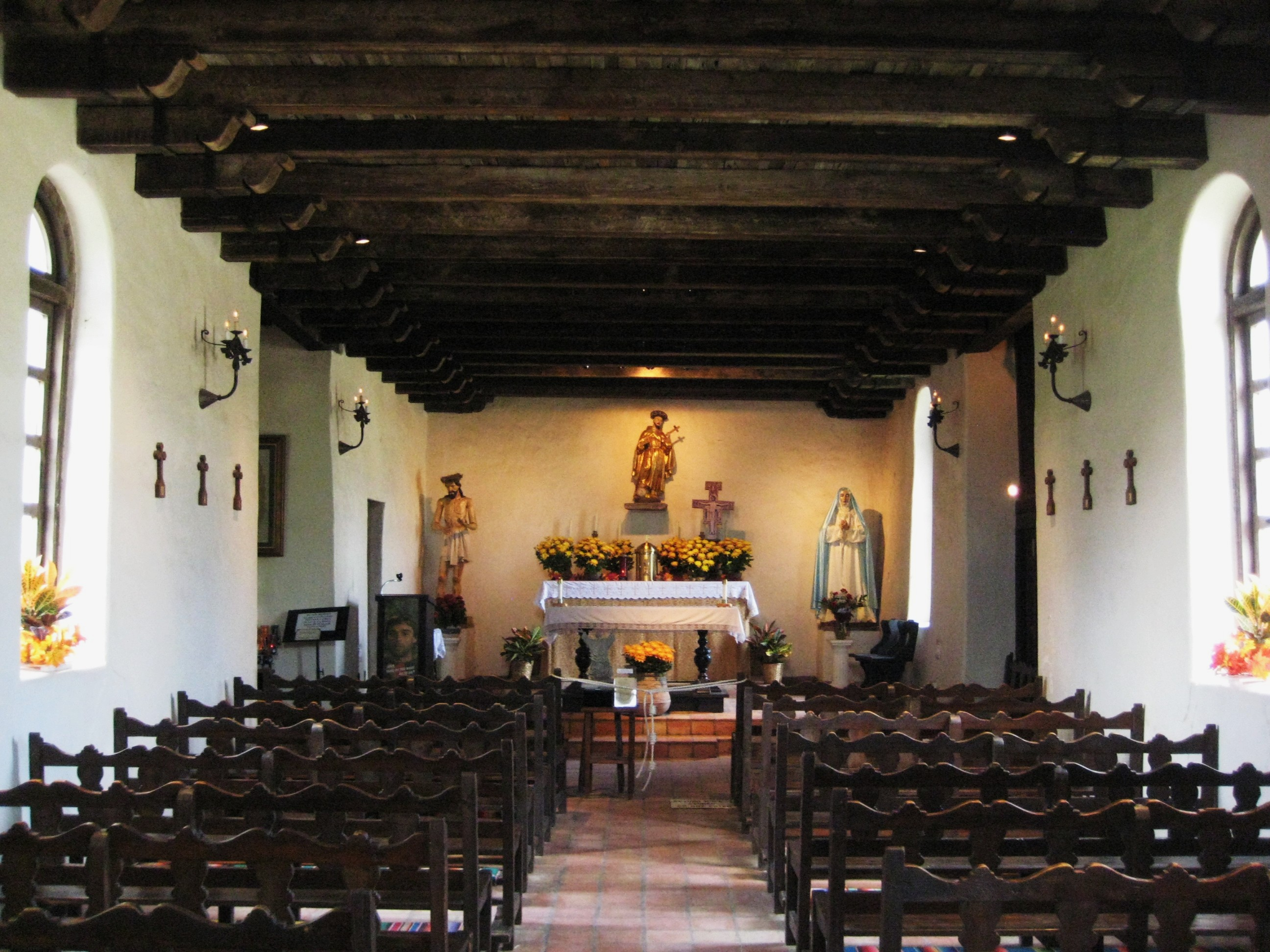
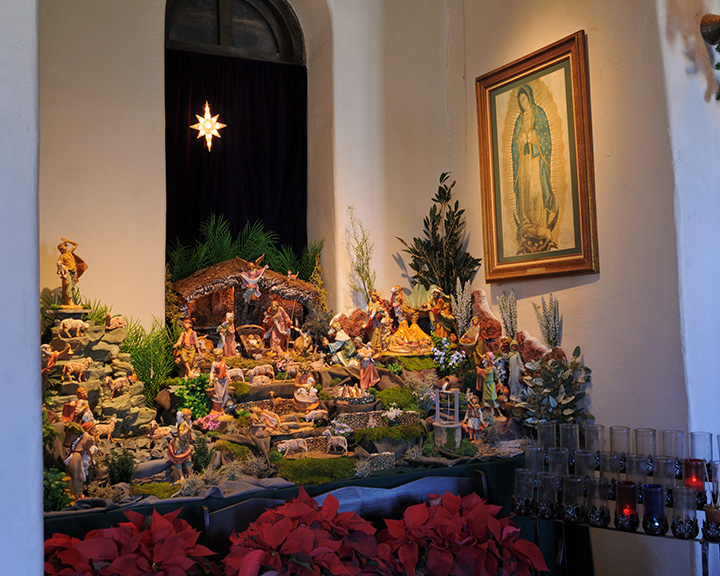
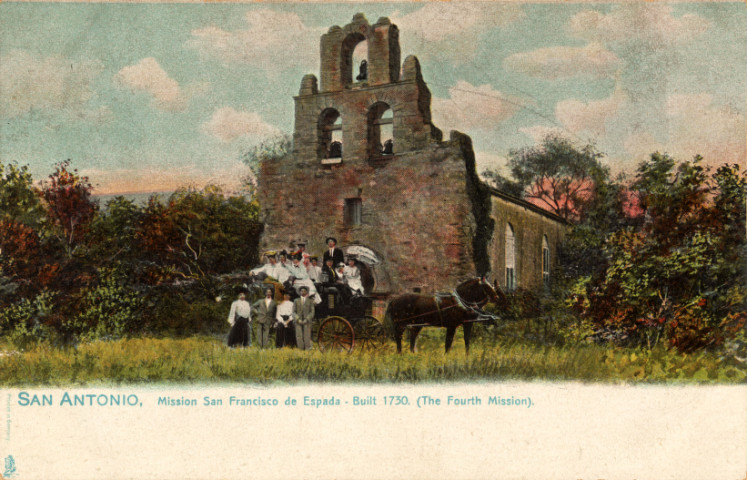